# Ibrahim Rabimov
Ibrahim Rabimov (tadjik : Иброҳим Рабимов), né le 3 août 1987 à Douchanbé en RSS du Tadjikistan, aujourd'hui Tadjikistan, est un joueur de football international tadjik qui évolue au poste de milieu de terrain.

## Biographie

### Carrière en sélection
Ibrahim Rabimov reçoit 45 sélections en équipe du Tadjikistan, inscrivant sept buts, entre 2004 et 2015.
Il participe avec cette équipe à l'AFC Challenge Cup en 2006. Le Tadjikistan remporte cette compétition en battant le Sri Lanka en finale.
Il participe également aux éliminatoires du mondial 2006, aux éliminatoires du mondial 2010, aux éliminatoires du mondial 2014, et aux éliminatoires du mondial 2018.

## Palmarès

### Palmarès en club
| - Championnat du Tadjikistan (3) : - Champion : 2006, 2007 et 2008. - Vice-champion : 2009 et 2010. - Coupe du Tadjikistan (1) : - Vainqueur : 2006. |  | - Coupe du président de l'AFC (2) : - Vainqueur : 2008 et 2009. |

| - Championnat du Tadjikistan (1) : - Champion : 2011. - Coupe du Tadjikistan (1) : - Vainqueur : 2013. - Finaliste : 2011 et 2012. |  | - Supercoupe du Tadjikistan (2) : - Vainqueur : 2011 et 2012. - Coupe du président de l'AFC (1) : - Vainqueur : 2012. |

### Palmarès en sélection
Tadjikistan
- AFC Challenge Cup (1) :
  - Vainqueur : 2006.